# Jeździec bamberski

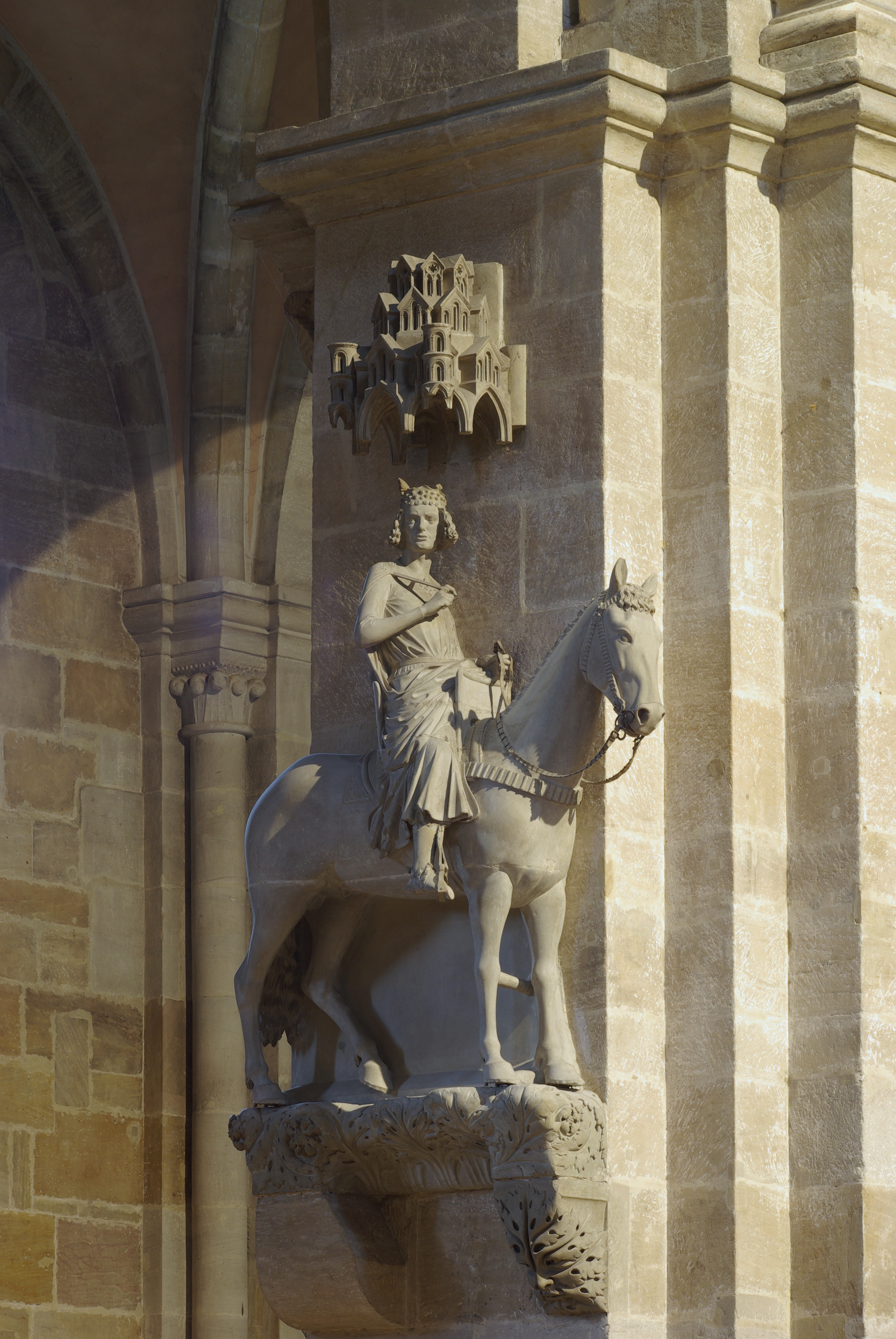
Jeździec bamberski, widok ogólny

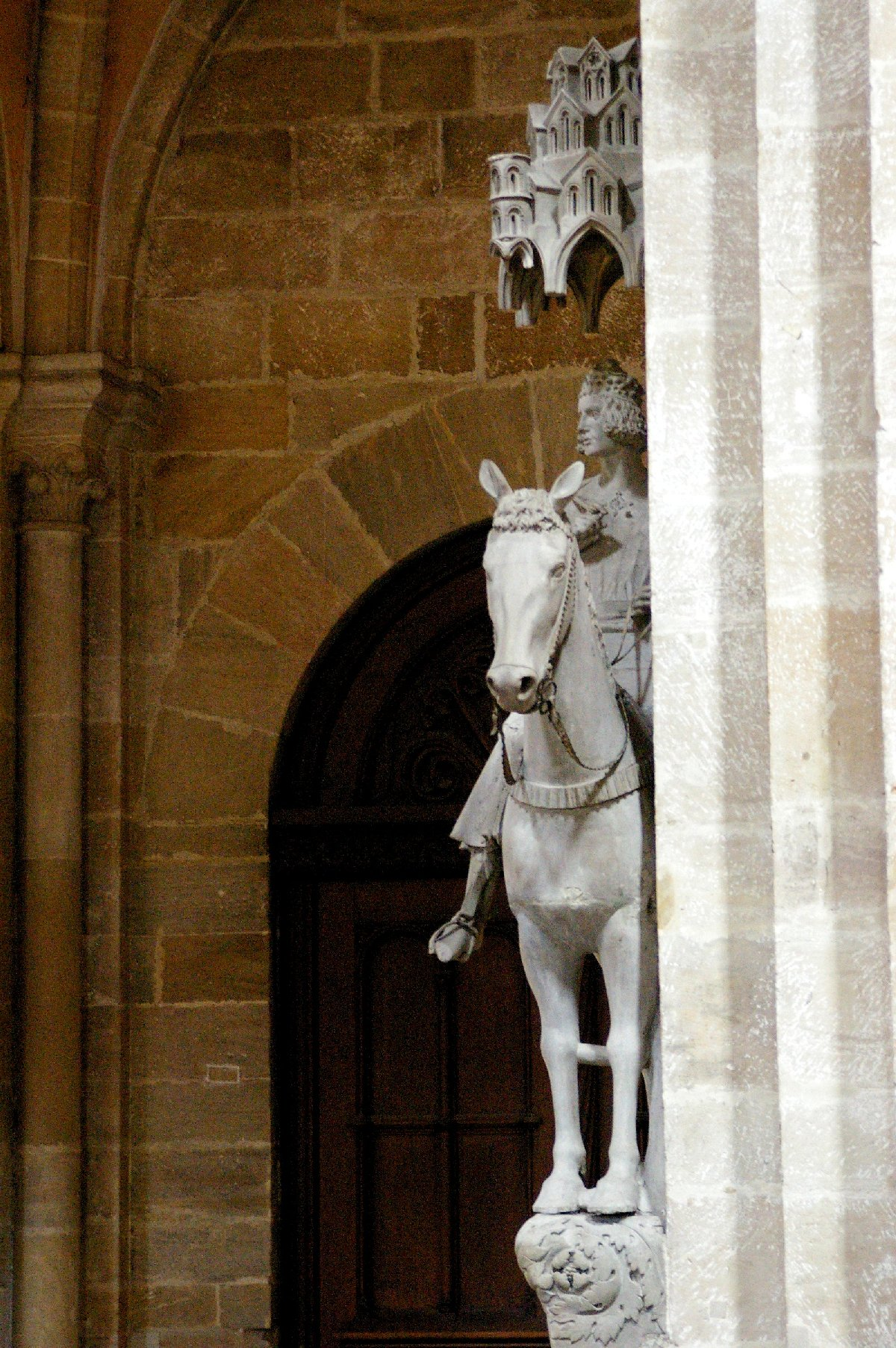
Jeździec bamberski, widok od strony chóru

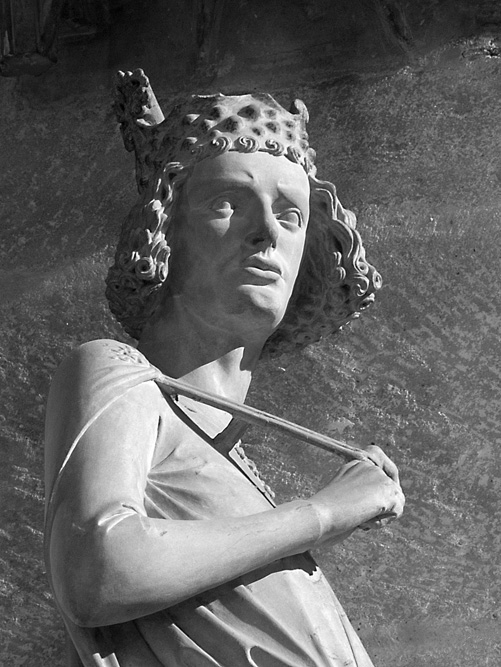
Zbliżenie górnej części ciała jeźdźca

Jeździec bamberski (niem. Der Bamberger Reiter) – kamienna rzeźba, pochodząca z XIII wieku, przedstawiająca ukoronowanego mężczyznę w stroju rycerskim na koniu. Dzieło to znajduje się w archikatedrze św. Piotra i św. Jerzego w Bambergu. Jest to pierwszy od czasów antycznych zachowany do dziś posąg konny.

## Wygląd
Jest to rzeźba naturalnej wielkości, przedstawiająca mężczyznę odzianego w dynamicznie fałdowane szaty. Realistycznie i ascetycznie opracowana twarz zdradza młody wiek, ukazana jest en trois quartes, sugestywny zwrot głowy ożywia całą postać. Na skroniach ma ozdobną koronę. Poruszone tylne kopyto sugeruje, iż artysta chciał ukazać moment zatrzymania konia przez jeźdźca. Rzeźba stoi na zdobionej motywem liściastym konsoli. Ponad głową znajduje się osobno umieszczony baldachim o architektonicznej formie.

## Analiza i interpretacja
Jeździec bamberski uważany jest za pierwszy, po okresie antycznym, przykład monumentalnego pomnika konnego. Co więcej, dzieło to jest jednym z pierwszych przykładów gdzie twórca dokonał studium końskiego rzędu. Widoczna od dołu podkowa uważana jest za pierwszy w sztukach plastycznych przykład zobrazowania tego przedmiotu.
Identyfikacja samego jeźdźca jest dyskusyjna. Nie jest jasne, kto został przedstawiony. Usytuowany przy południowym filarze chóru zachodniego, noszącego wezwanie św. Jerzego, pozbawiony zbroi jeździec może być wizerunkiem jednego z władców lub świętych. Badacze dostrzegają w nim królów Niemiec Konrada III, Henryka I Ptasznika, fundatora katedry – cesarza Henryka II – lub jego szwagra, króla Węgier Stefana I Świętego, albo świętego Jerzego, jednego z patronów katedry. 
Według innej opinii przedstawiony został Mesjasz według Objawienia świętego Jana (19:11–16), gdzie mowa jest o Zbawicielu jako o królu na białym koniu, co mogło zostać wpisane w kontekście ówczesnych wyprawach krzyżowych. Od strony ikonograficznej dzieło mogło stanowić kontynuację wątku maryjnego zawartego w cyklach rzeźbiarskich we wnętrzu katedry bamberskiej. Być może Jeździec bamberski stanowi zachowany fragment sceny Pokłonu Trzech Króli, a więc ów energiczny zwrot głowy tłumaczy się jako skierowanie wzroku na gwiazdę betlejemską.
Od strony artystycznej dzieło to ma ścisłe związki z cyklami figuralnymi (Zwiastowanie, Nawiedzenie) i rzeźbami z transeptu katedry w Reims, gdzie zostały przedstawione pełnoplastyczne wizerunki królów. Po wykonaniu rzeźb artyści działający w Bambergu przenieśli się, między innymi, do Moguncji i Magdeburga, gdzie figura Jeźdźca bamberskiego ma swoją analogię – znajdującego się przed budynkiem ratusza Jeźdźca magdeburskiego.